# 山下理恵子
山下理恵子（やました りえこ、1963年 - ）は、日本のアイルランド研究家、翻訳家。
東京都出身。東京外国語大学ドイツ語学科卒。ドイツで日系企業、日本で独立系企業に勤務後、1995年にアイルランドへ大学院留学。ダブリンシティ大学大学院修士課程修了。専攻はコミュニケーション論とカルチュラル・スタディーズ。在学中にダブリンの日系企業へ就職。翻訳・通訳を担当する。同時に雑誌やホームページでライターやコーディネーターとして活躍する。2002年に帰国。

## 著書
- 『アイルランドでダンスに夢中』東京書籍 1998

### 共編著
- 『アイリッシュ・ダンスへの招待』守安功共著 音楽之友社 2002
- 『アイルランドを知るための60章』海老島均共編著 明石書店 エリア・スタディーズ 2004
- 『アイルランドを知るための70章』海老島均共編著 明石書店 エリア・スタディーズ　2011

### 翻訳
- シャロン・リース文 マイケル・フリーマン写真『チャイナ・スタイル 日本語版』チャールズ・イー・タトル出版 2004
- サクン・インタクン, ウォンウィパー・テーワハッサディン・ナ・アユッタヤー文 ルカ・インヴェルニッツィ・テットーニ写真『トロピカル・カラー 熱帯の花々が彩るライフスタイル 日本語版』チャールズ・イー・タトル出版 2004
- ジェーン・ドーティー・マースデン文 川名正之写真『ニュー・アジアン・スタイル contemporary tropical living 日本語版』チャールズ・イー・タトル出版 2004
- ルカ・インヴェルニッツィ・テットーニ写真 ジャンニ・フランチョーネ文『バリ・モダン the art of tropical living 日本語版』チャールズ・イー・タトル出版 2004
- ステファン・ベッチェル『株で幸運をつかむ お金のなる木を育てる本』ワニブックス 2005
- リン・グラブホーン『「気分」の力で人生うまくいく!』講談社 2005
- レイチェル・ヘイル『子ねこに夢中! ハッピーになるための子ねこガイド』グラフィック社 2006
- マリリン・スコット『油彩の実践バイブル』グラフィック社 2006
- ボブ・エルスデール『プリティ・イン・ピンク 女の子って素敵!』グラフィック社 2007
- 『ポリス全調書 アンディ・サマーズ自伝』ブルース・インターアクションズ 2007
- キャサリン・レドナー『アニマル・ハウス』グラフィック社 2008
- ベルナール・ジラール『ザ・グーグルウェイ グーグルを成功へ導いた"型破り"な戦略』三角和代共訳 ゴマブックス 2009
- ヘザー・エンジェル『パンダ便りfrom China』グラフィック社 2009
- キャサリン・レドナー『グラマー・ドッグ』グラフィック社 2010
- ケン・エマーソン『魔法の音楽 アメリカン・ポップス黄金時代とその舞台裏』シンコーミュージック・エンタテイメント 2012